# La Disperata

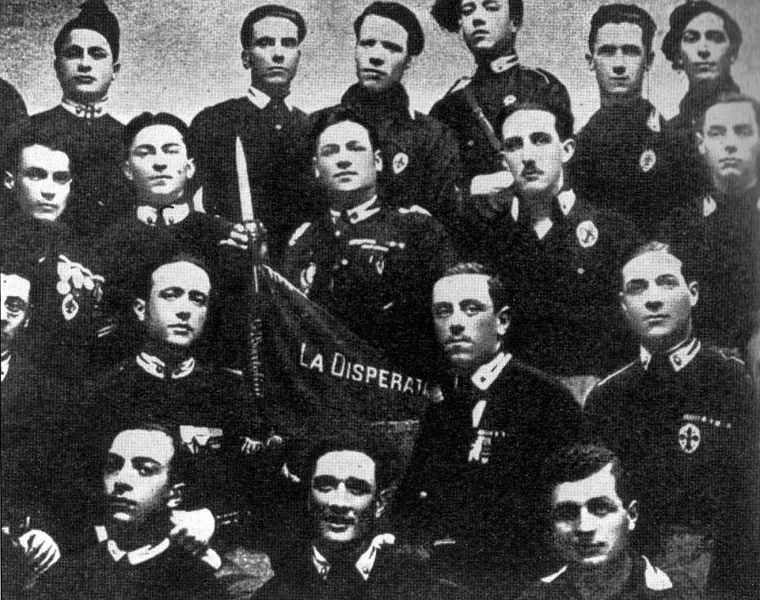
La squadra d'azione La Disperata di Firenze

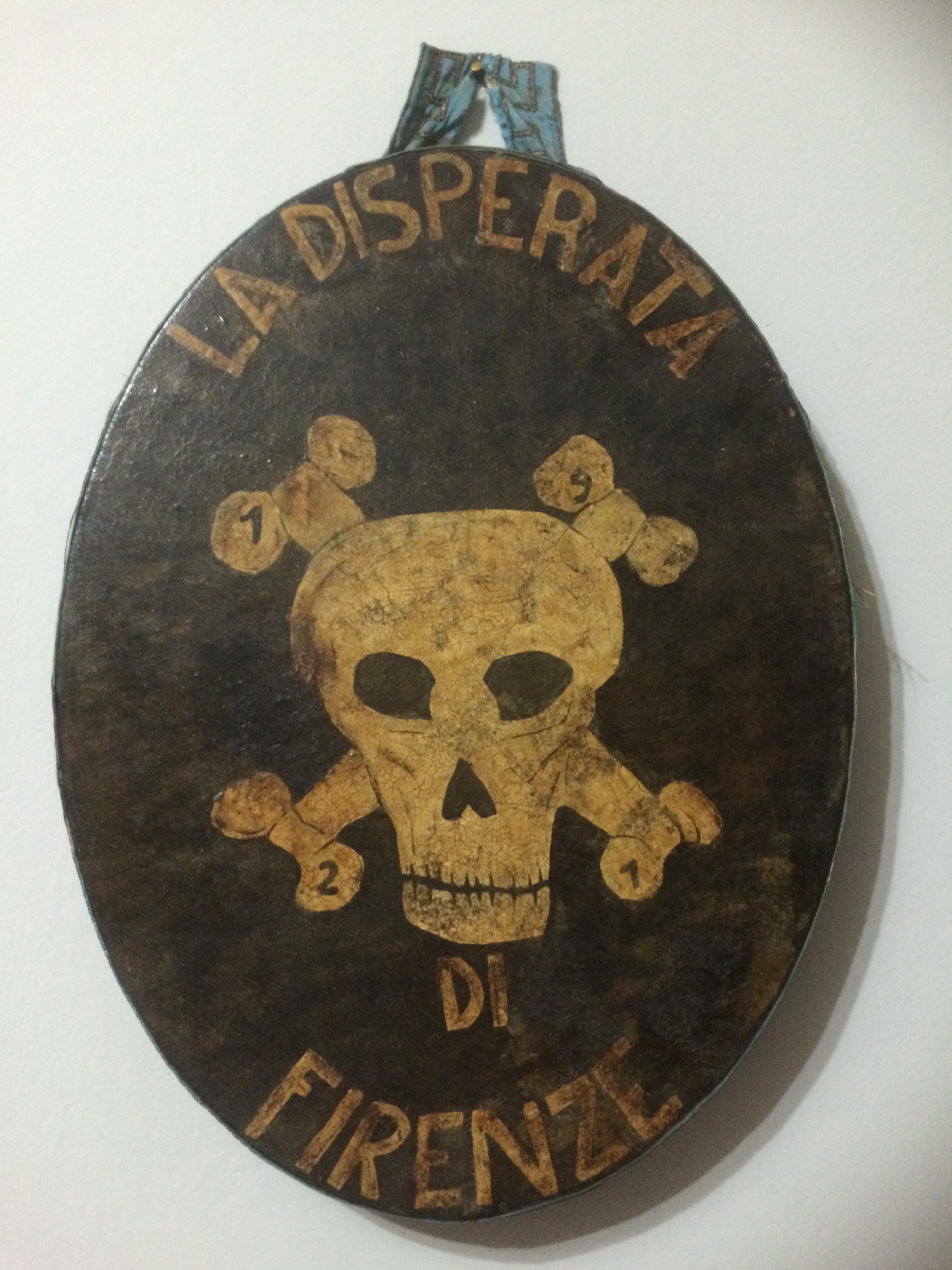
Insegna

La Disperata fu la guardia del corpo di Gabriele D'Annunzio ed anche usato come nome ricorrente di squadre d'azione fasciste e di alcune formazioni militari tra il 1921 ed il 1945.

## Storia

### A Fiume
L'origine del nome deriva dall'Impresa di Fiume. Durante quel periodo, la guardia del corpo di Gabriele D'Annunzio prese il nome appunto di La Disperata, diventando molto famosa tra gli Arditi ed in seguito tra i fascisti per la sua spregiudicatezza ed il carisma dei suoi capi. Tale corpo venne fondato da alcuni ufficiali, tra cui Guido Keller e il conte Gino Augusti irreggimentando volontari accorsi a Fiume. Furono addestrati secondo il metodo dei reparti d'assalto, con pericolosi esercizi che prevedevano anche combattimenti con bombe a mano.

### Squadre d'azione
Il 14 marzo 1921 a Firenze nasce la prima squadra d'azione con questo nome, composta da 21 uomini:
(Mario Piazzesi, Diario di uno squadrista toscano)

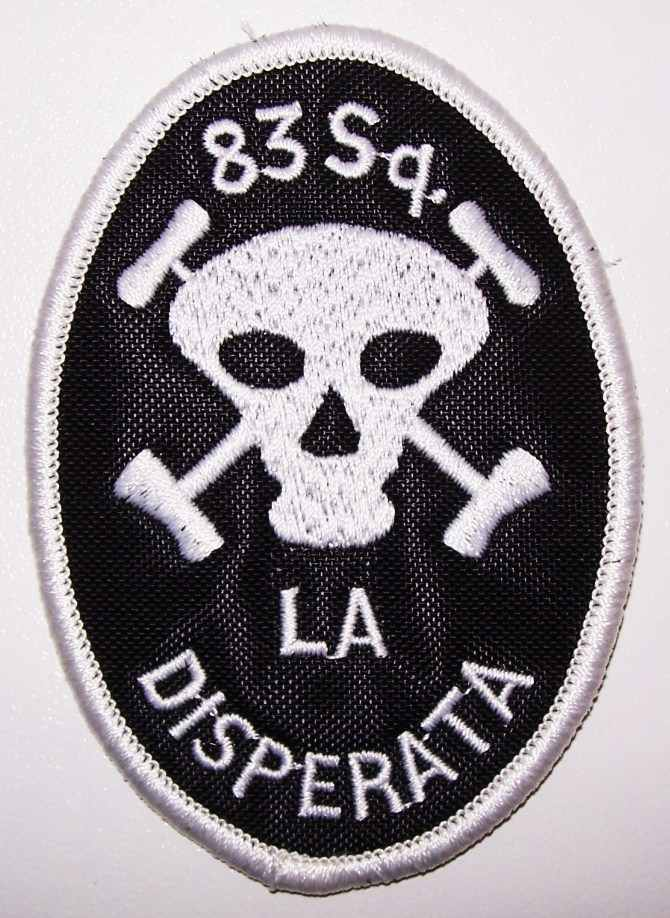
Toppa militare della 83ª squadriglia da caccia La Disperata

Il gagliardetto della squadra La Disperata di Firenze venne inaugurato ufficialmente nel giugno del 1921, ma pochi sanno che il nome venne ripreso agli squadristi toscani anche da tantissime formazioni di altre città, tra queste: Bari, Brescia, Caltanissetta, Cosenza, Genova, Gorizia, Livorno, Modena, Padova, Parma, Portici, Torino, Treviso, Venezia, con le eccezioni di Foligno e Perugia che adottarono la variazione La Disperatissima.

### Squadriglie d'aeronautica

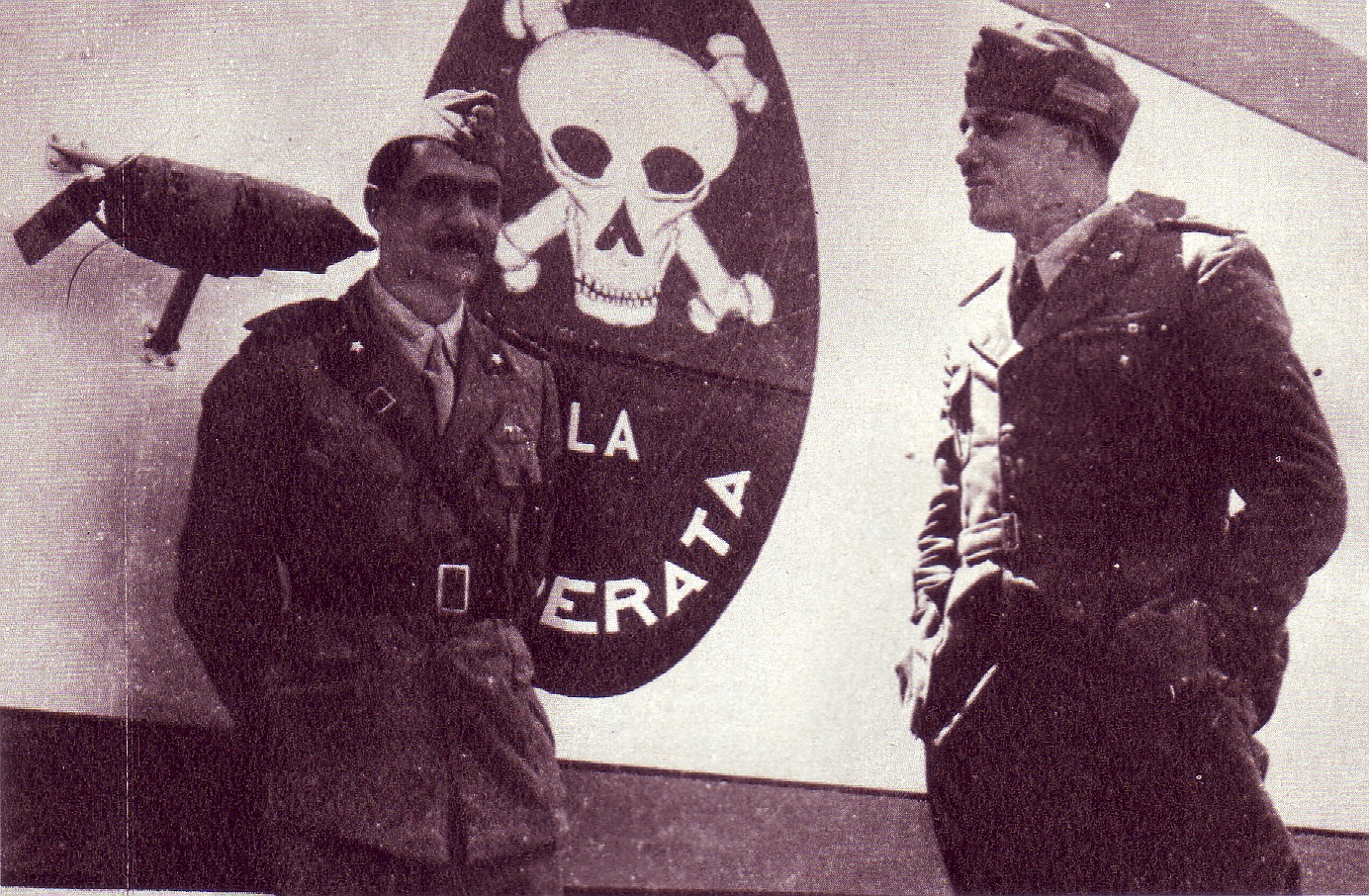
Alessandro Pavolini appoggiato alla fusoliera di uno dei Caproni Ca.101 della 15ª Squadriglia di bombardieri "La Disperata", 1935

La Disperata fu anche il soprannome della 83ª Squadriglia da caccia dell'Aeronautica militare e della 15ª Squadriglia da bombardamento Caproni della Regia aeronautica, che partecipò alla guerra d'Etiopia (1935-1936) sotto il comando di Galeazzo Ciano ed in cui servì tra gli altri Alessandro Pavolini. Tra i piloti, nomi passati alla storia per gli eventi drammatici del decennio successivo: Luigi Lanza, Felice Baldeschi, Alberto Ostini, Vito Mussolini, Pietro Bonacossa.